# John Marshall (capità britànic)
John Marshall (en marhallès:Jo̧o̧n M̧ajeļ) (26 de febrer de 1747 - 1819) va ser un capità de la Royal Navy nascut a Ramsgate, Kent, Anglaterra. Va ser mariner des dels 10 anys. L'any 1788 ell era el capità del vaixell Scarborough, que portava convictes des d'Anglaterra a Botany Bay.
Després vanavegar des d'Austràlia a la Xina, cartografiant illes abans desconegudes, principalment algunes de les illes Gilbert i les Illes Marshall (les quals porten el seu cognom) com també una nova ruta comercial cap a Cantó (actualment Guangzhou).
Les illes que anteriorment es deien "Lord Mulgrove's range" més tard van ser reanomenades com Marshall Islands. John Marshall també participà en la guerra d'Independència estatunidenca i en les guerres napoleòniques. Quan capitanejava el vaixell Diana va ser ferit en un atac dels francesos.